# Helina calathocerca
Helina calathocerca är en tvåvingeart som beskrevs av Xue och Wang 1986. Helina calathocerca ingår i släktet Helina och familjen husflugor. Inga underarter finns listade i Catalogue of Life.